# Seznam medailistů na mistrovství Evropy – chůze na 20 km
Toto je kompletní seznam medailistů v chůzi na 20 km  na mistrovství Evropy v atletice mužů od roku 1958 do současnosti.

## Muži
| Rok  | Místo     | Zlato                            | Výkon vítěze                     | Stříbro                          | Bronz                            |
| ---- | --------- | -------------------------------- | -------------------------------- | -------------------------------- | -------------------------------- |
| 1958 | Stockholm | Stan Vickers                     | 1:33:10                          | Leonid Spirin                    | Lennart Back                     |
| 1962 | Bělehrad  | Ken Matthews                     | 1:35:55                          | Hans Reimann                     | Vladimir Golubničij              |
| 1966 | Budapešť  | Dieter Lindner                   | 1:29:25                          | Vladimir Golubničij              | Mykola Smaha                     |
| 1969 | Athény    | Paul Nihill                      | 1:30:48                          | Leonid Caraiosifoglu             | Mykola Smaha                     |
| 1971 | Helsinky  | Mykola Smaha                     | 1:27:21                          | Gerhard Sperling                 | Paul Nihill                      |
| 1974 | Řím       | Vladimir Golubničij              | 1:29:30                          | Bernd Kannenberg                 | Roger Mills                      |
| 1978 | Praha     | Roland Wieser                    | 1:23:12                          | Pjotr Počenčuk                   | Anatolij Solomin                 |
| 1982 | Athény    | José Marín                       | 1:23:43                          | Jozef Pribilinec                 | Pavol Blažek                     |
| 1986 | Stuttgart | Jozef Pribilinec                 | 1:21:15                          | Maurizio Damilano                | Miguel Ángel Prieto              |
| 1990 | Split     | Pavol Blažek                     | 1:22:05                          | Daniel Plaza                     | Thierry Toutain                  |
| 1994 | Helsinky  | Michail Ščennikov                | 1:18:45                          | Jevgenij Misyulya                | Valentí Massana                  |
| 1998 | Budapešť  | Ilja Markov                      | 1:21:10                          | Aigars Fadejevs                  | Francisco Javier Fernández       |
| 2002 | Mnichov   | Francisco Javier Fernández       | 1:18:37 RM                       | Vladimir Andrejev                | Juan Manuel Molina               |
| 2006 | Göteborg  | Francisco Javier Fernández       | 1:19:09                          | Valerij Borčin                   | João Vieira                      |
| 2010 | Barcelona | Alex Schwazer                    | 1:20:38                          | João Vieira                      | Robert Heffernan                 |
| 2012 | Helsinky  | závod neproběhl                  | závod neproběhl                  | závod neproběhl                  | závod neproběhl                  |
| 2014 | Curych    | Miguel Ángel López               | 1:19:44                          | Děnis Strelkov                   | Ruslan Dmytrenko                 |
| 2016 | Amsterdam | závod neproběhl                  | závod neproběhl                  | závod neproběhl                  | závod neproběhl                  |
| 2018 | Berlín    | Álvaro Martín                    | 1:20:42                          | Diego García Carrera             | Vasilij Mizinov                  |
| 2020 | Paříž     | zrušeno kvůli pandemii covidu-19 | zrušeno kvůli pandemii covidu-19 | zrušeno kvůli pandemii covidu-19 | zrušeno kvůli pandemii covidu-19 |
| 2022 | Mnichov   | Álvaro Martín                    | 1:19:11                          | Perseus Karlström                | Diego García Carrera             |
| 2024 | Řím       | Perseus Karlström                | 1:19,13                          | Paul McGrath Benito              | Francesco Fortunato              |

## Ženy
- Závod žen na 10 km se poprvé uskutečnil v roce 1938

| Rok  | Místo     | Zlato              | Výkon vítěze | Stříbro             | Bronz               |
| ---- | --------- | ------------------ | ------------ | ------------------- | ------------------- |
| 1986 | Stuttgart | Marí Cruz Díazová  | 46:09        | Ann Janssonová      | Siv Vera-Ibáñezová  |
| 1990 | Split     | Annarita Sidotiová | 44:00        | Olga Kardopolcevová | Ileana Salvadorová  |
| 1994 | Helsinky  | Sari Essayahová    | 42:37        | Annarita Sidotiová  | Jelena Nikolajevová |
| 1998 | Budapešť  | Annarita Sidotiová | 42:49        | Erica Alfridiová    | Susana Feitorová    |

- Závod žen na 20 km se poprvé uskutečnil v roce 2002

| Rok  | Místo     | Zlato                            | Výkon vítěze                     | Stříbro                          | Bronz                            |
| ---- | --------- | -------------------------------- | -------------------------------- | -------------------------------- | -------------------------------- |
| 2002 | Mnichov   | Olimpiada Ivanovová              | 1:26:42                          | Jelena Nikolajevová              | Erica Alfridiová                 |
| 2006 | Göteborg  | Ryta Turavová                    | 1:27:08                          | Olga Kaniskinová                 | Elisa Rigaudová                  |
| 2010 | Barcelona | Anisja Kirďapkinová              | 1:28:55                          | Věra Sokolovová                  | Melania Seegerová                |
| 2012 | Helsinky  | závod neproběhl                  | závod neproběhl                  | závod neproběhl                  | závod neproběhl                  |
| 2014 | Curych    | Elmira Alembeková                | 1:27:56                          | Ljudmila Oljanovská              | Anežka Drahotová                 |
| 2016 | Amsterdam | závod neproběhl                  | závod neproběhl                  | závod neproběhl                  | závod neproběhl                  |
| 2018 | Berlín    | María Pérez García               | 1:26:36 RM                       | Anežka Drahotová                 | Antonella Palmisanová            |
| 2020 | Paříž     | zrušeno kvůli pandemii covidu-19 | zrušeno kvůli pandemii covidu-19 | zrušeno kvůli pandemii covidu-19 | zrušeno kvůli pandemii covidu-19 |
| 2022 | Mnichov   | Antigoni Ntrismpiotiová          | 1:29:03                          | Katarzyna Zdzieblová             | Saskia Feigeová                  |
| 2024 | Řím       | Antonella Palmisanová            | 1:28,09                          | Valentina Traplettiová           | Ljudmila Oljanovská              |